# 전주부지도
전주부지도(全州府地圖)은 대한민국 전주시에 위치한 전주부성 안을 중심으로 전주부 내의 전역을 그린 대형지도로서 4폭의 병풍식으로 되어 있다. 1977년 12월 31일 전라북도의 유형문화재 제80호로 지정되었다.
전북대박물관이 소장하고 있는 전주부지도는 전주성을 비롯한 31개 면을 4폭의 화면에 그린 지도로 19세기에 그려진 것으로 추정된다.
첩첩의 산을 배경으로 지역별 경계와 지명을 적었다. 첫 면에는 '31개 면面은 1만5998호인데 전주성 내 4개 면面은 3783호, 성의 바깥 면面은 1만2215호다'고 기록돼 있다.
전주성의 4대문은 남문(지금의 풍남문)만 2층 누각이고 나머지는 단층으로 그려졌다. 특히 북문의 옹성은 사라지고 없지만 세 문의 형태와는 다른 모습이다.
네 번째 면에는 동서 간 거리가 80리(약 320km), 남북 간 거리가 110리(약 440km)임을 기록하고 진안, 고산, 순창, 임실, 김제, 금구, 임피, 여산, 익산까지의 거리를 적어 놓았다.
전주부지도는 다른 지도들과 비교했을 때에도 하급 실무자의 영역인 계서소(啓書所), 군사 시설인 군뢰청(軍牢廳)이 유일하게 표기돼 있다.
전주부지도에 표현된 이상의 역사적 기록은 전주부의 역사뿐만 아니라 도시계획 측면에서도 매우 중요한 사료로 평가되고 있다.

## 참고 자료
- 전주부지도 - 국가유산청 국가유산포털